# Agrostroj Pelhřimov
Agrostroj Pelhřimov, a. s. je česká akciová společnost, výrobce zemědělské techniky, dodavatel součástí stavebních strojů, nákladních automobilů a vysokozdvižných vozíků se sídlem v Pelhřimově.
Agrostroj je největším výrobcem zemědělských strojů v České republice, v současnosti zaměstnává okolo 1300 lidí, roční obrat firmy je 2,1 miliardy korun. Firma vyrábí bubnové a diskové žací stroje, mulčovače a rozmetadla. Na celkovém objemu obratu se 90 % podílí výrobky pro společnosti vyrábějící zemědělskou techniku jako jsou Claas, John Deere nebo Krone a firmy vyrábějící nákladní a užitková vozidla jako jsou DAF, Volvo, Jungheinrich, Linde AG nebo Still.
Vznik dnešní společnosti se datuje k roku 1896, kdy zámečník Jan Matějka založil opravárenskou dílnu, která se později začala zabývat výrobou jednoduchých zemědělských strojů. Po úspěšném předválečném rozmachu byla znárodněná továrna v roce 1948 začleněna do národního podniku Agrostroj. V 80. letech 20. století se závod Pelhřimov společně se svými pobočnými závody v Humpolci, Rožmitále, Počátkách, Třešti a Přibyslavi stal částí státního koncernu AGROZET. V této době měl pelhřimovský závod téměř 3000 zaměstnanců a ročně bylo vyráběno téměř 8000 rotačních žacích strojů. Po sametové revoluci vznikla akciová společnost s dnešním názvem a došlo k rozsáhlé restrukturalizaci a modernizaci výroby.